# Mircea I Basarab
Mircea I (hay Mircea cel Bătrân, trị vì 1386 – 1418) là một trong những hoàng thân nổi tiếng nhất xứ Wallachia. Tên hiệu Mircea cel Bătrân (tạm dịch là Mircea Già) đã được đặt cho ông sau khi ông chết để phân biệt với người cháu nội Mircea II (Mirca Trẻ). Từ thế kỷ 19, các nhà chép sử Romania đã gọi ông là Mircea Đại đế (Mircea cel Mare).